# 王源 (瑞安侯)
王源（1458年—1524年），字宗本，號观澜，南直隶应天府上元县（今江苏省南京市）人，明朝外戚。

## 生平
王源生于天順二年戊寅五月三十日，是明宪宗孝贞纯皇后之弟，王镇子。王镇卒，授王源锦衣卫都指挥使。外戚依例有赐田，他的家奴仗势侵占民产甚多，至两千二百余顷。成化十六年（1480年），被朝臣弹劾，明宪宗斥责於他。下诏禁止外戚侵吞民田，他于是改过，归产于民。成化十八年（1482年）为中军都督府同知，成化二十年（1484年）封瑞安伯。弘治六年（1493年）进爵为瑞安侯，弘治十六年（1503年）加封太保。明武宗立，官至太傅。嘉靖三年（1524年）甲申五月二十六日卒，年六十七，赠太师，谥号荣靖。

## 家族
元配柳氏，安远侯柳浦之女。继室孫氏，锦衣千户孫瑀之女，皆封侯夫人。子男三：王桥，襲瑞安侯；次王欄、王相，俱錦衣衛百户。